# NK HAŠK Napredak Ulović
NK HAŠK Napredak je hrv. bosanskohercegovački nogometni klub iz Ulovića kod Brčkog.

## Povijest
Natječu su se u 1. županijskoj ligi PŽ.

## Vanjske poveznice
- NK HAŠK Napredak Ulović[neaktivna poveznica]
- Info Ekipe Hašk Napredak Ulović _ Prva Županijska liga (Posavina)  Arhivirana inačica izvorne stranice od 12. veljače 2021. (Wayback Machine)